# Valverde de la Virgen (kommunhuvudort)
Valverde de la Virgen är en kommunhuvudort i Spanien.   Den ligger i provinsen Provincia de León och regionen Kastilien och Leon, i den norra delen av landet, 290 km nordväst om huvudstaden Madrid. Valverde de la Virgen ligger 894 meter över havet och antalet invånare är 4 732.
Terrängen runt Valverde de la Virgen är lite kuperad. Runt Valverde de la Virgen är det ganska tätbefolkat, med 86 invånare per kvadratkilometer. Närmaste större samhälle är León, 10,0 km öster om Valverde de la Virgen. Omgivningarna runt Valverde de la Virgen är i huvudsak ett öppet busklandskap.